# Dīmītrīs Spanoulīs
Dīmītrīs Spanoulīs (in greco Δημήτρης Σπανούλης?; Larissa, 11 ottobre 1979) è un ex cestista greco.
È il fratello maggiore di Vasilīs Spanoulīs.